# Кулибали, Сумаила (1978)
Сумаила́ Кулибали́ (фр. Soumaila Coulibaly; род. 15 апреля 1978, Бамако) — малийский футболист, полузащитник. Главный тренер сборной Мали до 17 лет.

## Карьера
Кулибали начал играть в футбол в бамакском клубе «Джолиба». В 1997 году его пригласил каирский клуб «Замалек». В 2000 году он перешел во «Фрайбург» из Бундеслиги, за который забил 12 мячей в 81 игре Бундеслиги и 19 мячей в 97 играх второго дивизиона. В феврале 2005 года стал лучшим бомбардиром месяца в Бундеслиге, а в сезоне 2006/07 был капитаном «Фрайбурга» (в том же сезоне вместе с ним в клубе играл его младший брат Бубакар).
Сезон 2007/08 начал в «Боруссии (Мёнхенгладбах)», получив контракт с «жеребятами» до июня 2010 года. Однако в начале ноября 2008 года тренер Ганс Майер вывел его из основного состава.
На сезон 2009/10 подписал годичный контракт с «Франкфуртом». В предварительном раунде Кулибали выпускали на поле лишь изредка, а после провального начала второй половины сезона тренер Ганс-Юрген Бойзен исключил его из основного состава. В феврале 2010 года клуб досрочно расторг контракт с Кулибали по его просьбе.
8 мая 2011 года он подписал контракт с китайским клубом первой лиги «Яньбянь Фудэ» и, сыграв там два сезона, завершил свою карьеру.
Сыграл за малийскую сборную 66 игр, забив 11 мячей.

## Достижения
Джолиба
- Чемпион Мали: 1995/96
- Кубок Мали по футболу: 1995/96

Замалек
- Кубок Египта по футболу: 1998/99

Фрайбург
- Чемпион Второй Бундеслиги: 2002/03

Боруссия (Мёнхенгладбах)
- Чемпион Второй Бундеслиги: 2007/08